# Pristichampsus
Pristichampsus és un gènere extint de cocodrils semiaquàtics que va viure del Paleocè a l'Eocè, fa 40 Ma.

## Registro fòssil
Les restes fòssils de Pristichampsus s'han trobat en diverses parts del món: França, Alemanya, Wyoming i l'oest de Texas (Estats Units), Hengdon (Xina) i est del Kazakhstan.